# Ugny
Ugny – miejscowość i gmina we Francji, w regionie Grand Est, w departamencie Meurthe i Mozela.
Według danych na rok 1990 gminę zamieszkiwało 415 osób, a gęstość zaludnienia wynosiła 45 osób/km² (wśród 2335 gmin Lotaryngii Ugny plasuje się na 650. miejscu pod względem liczby ludności, natomiast pod względem powierzchni na miejscu 652.).